# Heinrich Haussler
Heinrich Haussler (Inverrell, 25 de fevereiro de 1984) é um ciclista profissional nascido na Austrália, que defende as cores da Alemanha.